# František Blažek (lesník)
František Blažek (3. října 1867 Borovany u Milevska – 14. prosince 1937 Praha) byl český lesní inženýr, geodet, člen samosprávy v Rožmitále pod Třemšínem, člen lesnických sdružení a držitel řádu svatého Silvestra.

## Životopis
Narodil se v Borovanech u Milevska v rodině půlláníka Jana Blažka a jeho manželky Marie rozené Bouškové. Měl mladšího bratra Jana, který zemřel v dětském věku (15. dubna 1866 – 22. prosince 1866). Vystudoval nižší reálku v Táboře. V roce 1882 vstoupil do služby pražského arcibiskupství. Nejdříve začínal jako lesní praktikant na velkostatku Týn nad Vltavou. Po třech letech úspěšně složil státní zkoušku z lesnictví a myslivosti. Od listopadu 1888 pracoval jako příručí v polesí Skalsko na velkostatku Dolní Břežany. V roce 1890 přestoupil do polesí Roželov na velkostatku Rožmitál pod Třemšínem. V letech 1892–1894 studoval na německé spolkové lesnické škole v Bělé pod Bezdězem. Po návratu ze studií zařídil lesy na třech velkostatcích. V roce 1897 složil zkoušku pro samostatné lesní hospodáře a o rok později autorizační zkoušku pro civilní geometry. Téhož roku přestoupil v hodnosti lesního a civilního geometra na velkostatek Červená Řečice u Pelhřimova. V roce 1904 získal titul nadlesního, v roce 1911 se stal přednostou obvodu Červená Řečice, Onšov a Nový Rychnov. V roce 1917 se stal lesmistrem.

František Blažek s uloveným jelenem na nádvoří rožmitálského zámku, foto – Adolf Růžička

V roce 1916 předsedal okresní správní komisi v Pelhřimově. V Rožmitále pod Třemšínem byl členem městské rady. Od roku 1919 mu bylo povoleno užívání titulu Ing.. Od května 1920 byl přijat do správy arcibiskupského velkostatku Rožmitál pod Třemšínem. V roce 1926 obdržel od arcibiskupství titul lesního rady a ředitele a byl mu od papeže udělen rytířský řád svatého Silvestra.
Je uváděn jako místopředseda Penzijního ústavu pro úředníky a zřízence velkostatků arcibiskupství pražského, jako předseda Volných sdružení lesních správ na Podbrdsku, jako delegát ÚV Volných sdružení lesních správ v Čechách, na Moravě a ve Slezsku se sídlem v Praze a jako člen výboru Ústřední jednoty československého lesnictva a předseda jejího krajského odboru v Písku. Dále přijal členství v ČAZ a v České lesnické jednotě (Böhmischer Forstverein). Zúčastňoval se i anket pořádaných Zemědělskou radou v Praze.
Na všech velkostatcích, kde působil se značně přičinil zvláště v oblastech zařízení a pěstění lesů a v potírání mnišky, proti níž bojoval především prosvětlováním porostů. Úspěšně se věnoval přirozené obnově porostů zmlazováním. Dal podsazovat zchudlá a degenerovaná lesní stanoviště bukem a jedlí.
V knize Město Rožmitál a jeho okolí od Františka Augustina Slavíka je mu věnováno poděkování za spolupráci na rozšířeném 2. vydání z roku 1930.
V roce 1936 odešel na odpočinek a odstěhoval se do Prahy. Zemřel 17. prosince 1937 a je pochován na hřbitově u kostela sv. Matěje v Praze-Dejvicích.

## Rodinný život
Dne 26. července 1898 se v Rožmitále oženil s Vilemínou Haschkeovou, dcerou Josefa Haschkeho, arcibiskupského lesmistra působícího v Louňovicích a v Rožmitále, a Marie rozené Brožové z Rožmitálu, která byla dcerou rožmitálského řídícího učitele Ferdinanda Brože (autor prvního životopisu Jana Jakuba Ryby). František s Vilemínou měli tři děti, které se narodily v Červené Řečici. V roce 1899 se narodila dcera Nina (1899–1971), která se stala profesorkou hudby v Praze a pedagožkou publicisty Vratislava Beránka. Provdala se za Ing. Roberta Štechu (1891–1964), vědeckého a kulturního pracovníka. V roce 1900 se narodil syn Jan (1900–1973), který se stal architektem. Nejmladší syn František Blažek (1903–1977) byl pediatr, profesor a pedagog.